# Fraumünster
Fraumünster (avstrijsko nemška izgovarjava: [fʁaʊ̯ˈmʏnstɐ]; v prevodu Ženski Münster, pogosto napačno preveden v [Naše] Gospe Münster) je cerkev v Zürichu, ki je bila zgrajena na ostankih nekdanjega samostana za plemiške ženske, in ga je ustanovil leta 853 Ludvik Nemški za svojo hčerko Hildegardo. Benediktinskemu samostanu je podelil dežele Zürich, Uri in gozd Albis ter samostanu podelil imuniteto in ga postavil pod svojo neposredno oblast. Danes pripada Evangeličanski reformirani cerkvi kantona Zürich in je ena od štirih glavnih cerkva v Zürichu, druge cerkve so še Grossmünster, Prediger in St. Peter.

## Zgodovina
Leta 1045 je kralj Henrik III. samostanu podelil pravico, da ima tržnice, pobira cestnino in kuje kovance ter tako samostan dejansko postavi za vladarja mesta.
Cesar Friderik II. je leta 1218 samostanu podelil Cesarsko neposrednost (Reichsunmittelbarkeit), s čimer je postal teritorialno neodvisen od vseh oblasti, razen oblasti samega cesarja in povečal politično moč opatinje. Opatinja je določila župana, ta pa je kovanje kovancev pogosto prenašal na prebivalce mesta. Znana opatinja v tem času velike moči je bila Elisabeth Wetzikon.
Vendar pa je v 14. stoletju politična moč samostana počasi upadala, začenši z ustanovitvijo Zunftordnung (cehovskih zakonov) leta 1336 s strani Rudolfa Bruna, ki je postal tudi prvi neodvisni župan, ni ga določila opatinja.
Samostan je bil razpuščen 30. novembra 1524 med reformacijo Ulricha Zwinglija, ki jo je podpirala zadnja opatinja Katharina von Zimmern.
Samostanske stavbe so bile uničene leta 1898, da so pridobili prostor za novo mestno hišo. Cerkvena stavba danes služi kot župnijska cerkev za eno od 34 prenovljenih mestnih župnij. Münsterhof, zgodovinsko glavni trg in tržnica srednjeveškega mesta, je poimenovan po samostanu. Gesellschaft zu Fraumünster goji tradicije nekdanjega ženskega samostana.

## Chagallova okna
Kor samostanske cerkve vključuje 5 velikih vitražnih oken, ki jih je zasnoval umetnik Marc Chagall in jih je postavil leta 1970. Vsako od petih ima prevladujočo barvo in prikazuje biblijsko zgodbo. Od leve (severne stene) proti desni je 5 del:
- 'Preroki, prikazujejo Elijev vzpon v nebesa
- Jakob, prikazuje svoj boj in sanje o nebesih
- Kristus, prikazuje različne prizore Kristusovega življenja
- Sion, angel, ki trobi konec sveta
- Zakon, z Mojzesom, ki gleda na trpljenje svojega ljudstva

Prav tako impresiven je 9 metrov visok vitraž severnega transepta, ki ga je leta 1940 ustvaril Augusto Giacometti.

## Fraumünsterski muzej
Od zadnje prenove leta 1900 je bila kripta pod korom samostanske cerkve Fraumünster zaprta in je bila za javnost odprta 19. junija 2016. Najstarejši del cerkve je hranil svete relikvije samostana, dokler reformacija v Zürichu ni prepovedala rimskokatoliškega čaščenja svetnikov. Temelji kripte segajo v 9. stoletje, ko je bil samostan ustanovljen. V kripti je tudi razstava o zgodovini reformacije v Zürichu, o arhitekturi in lokalni zgodovini, ki ji pomaga multimedijski informacijski sistem, ki prikazuje temeljne drobce kripte in kako je bila cerkev obnovljena iz prvotne faze romanske gradnje v njen današnji gotski videz, ki jo je vodil Dölf Wild, odgovorni arheolog.

## Objekti
Junija 2016 se je za približno 500.000 obiskovalcev vsako leto začelo novo razvito vodenje obiskovalcev. Skupine obiskovalcev do 60 oseb so od 20. junija sprejete le po dogovoru in le v določenih časovnih obdobjih. Vodeni ogledi so dovoljeni samo v načinu »šepetanja« in s pooblaščenimi turističnimi vodniki med 10. do 16. uro pozimi ter spomladi do 17. ali 18. ure.

## Orgle
Orgle v Fraumünstru so s 6959 cevmi največje v kantonu Zürich.

## Galerija
- Cerkveni stolp
- Fraumünster, gledano od Poststrasse proti Paradeplatz
- Fraumünster, Münsterhof in Zunfthaus zur Meisen, kot je razvidno iz Grossmünstra
- Freska Paula Bodmerja v nekdanjem samostanu
- Freska Paula Bodmerja v nekdanjem samostanu
- Züriški svetniki na freski Paula Bodmerja: Exuperantius, Felix in Regula

## Kulturna dediščina narodnega pomena
V švicarskem popisu kulturnih dobrin nacionalnega in regionalnega pomena je Fraumünster naveden kot predmet razreda A državnega pomena.